# 847 Агнія
847 Агнія (1915 XX, A906 SF, A908 AG, A916 YA, 847 Agnia) — астероїд головного поясу, належить до спектрального класу S. Був відкритий 2 вересня 1915 року астрономом Григорієм Неуйміном у Сімеїзькій обсерваторії та названий на честь російської лікарки  Агнії Іванівни Бадьїної.
Тіссеранів параметр щодо Юпітера — 3,324.